# Les Opportunistes (film, 2013)
Pour les articles homonymes, voir Les Opportunistes et Capital humain.
Pour plus de détails, voir Fiche technique et Distribution.
Les Opportunistes (Il capitale umano, littéralement, « Le Capital humain ») est un film dramatique franco-italien réalisé par Paolo Virzì, sorti en 2013.
Le film est une adaptation du roman Human Capital de Stephen Amidon (en).

## Synopsis
Le film débute de nuit sur une route provinciale de la Brianza (Lombardie) à la veille de Noël : un cycliste est renversé par un 4x4. Les mois qui précèdent cet accident sont alors racontés de trois points de vue différents. Chacun éclairant un peu plus les circonstances du drame. Chaque point de vue fait l'objet d'un chapitre et se focalise sur un personnage particulier : 
- Chapitre I : Dino. Dino Ossola est agent immobilier, son épouse Roberta, psychologue. Appartenant à la classe moyenne, Dino est prêt à tout pour s'élever socialement. Sa fille, Serena, est inscrite dans un lycée très huppé. Elle fréquente Massimiliano Bernaschi, fils d'un grand homme d'affaires. Dino essaye de se rapprocher de la famille Bernaschi, jusqu'à mettre toute sa fortune, et même plus, dans un placement à risque initié par Giovanni Bernaschi.
- Chapitre II : Carla. Carla Bernaschi est l'épouse de Giovanni Bernaschi. Femme au foyer vivant dans le luxe, elle passe ses journées entre sa piscine privée et les boutiques de luxe. Lorsqu'elle se met en tête de sauver un théâtre promis à la destruction, elle se rend compte de son inutilité et de son impuissance. Elle prend de plus en plus conscience de n'être rien pour son mari, trop occupé dans ses affaires.
- Chapitre III : Serena. Serena Ossola, fille de Dino fréquente un lycée huppé ne correspondant pas à sa classe sociale. Officiellement en couple avec Massimilano Bernaschi, elle fréquente en fait le jeune Luca Ambrosini, élevé par son oncle dans un quartier pauvre, considéré comme délinquant et obligé d'être suivi par un psychologue.
- Chapitre IV : Le capital humain. Alors que les soupçons sur le coupable de l'accident semblent se confirmer, tout bascule. Par inadvertance, Dino Ossola apprend le nom du coupable, et en profite pour faire chanter la famille Bernaschi. La découverte du coupable provoque un geste tragique de Luca Ambrosini.

Plusieurs mois plus tard, à la suite de la crise financière, les Bernaschi se sont enrichis, Carla reste cependant insatisfaite. Les Ossola ont retrouvé la tranquillité. Seul Luca Ambrosini se trouve en mauvaise posture. Le film se termine par l'annonce du versement de 218 976,00 € des Bernaschi (propriétaires du véhicule incriminé) à la famille du cycliste, somme correspondante au « capital humain » (titre du film en langue originale et également du livre dont est issu le scénario) calculé par les assurances sur la base de l'espérance de vie, du revenu potentiel, du nombre et de la qualité des relations affectives du défunt.

## Fiche technique
- Titre : Il capitale umano
- Titre français : Les Opportunistes
- Réalisation : Paolo Virzì
- Scénario : Paolo Virzì, Francesco Bruni, Francesco Piccolo
- Photographie : Jérôme Alméras
- Montage : Cecilia Zanuso
- Musique : Carlo Virzì
- Scénographie : Andrea Bottazzini et Mauro Radaelli
- Costumes : Bettina Pontiggia
- Producteurs : Fabrizio Donvito, Benedetto Habib, Marco Cohen, Philippe Gompel, Birgit Kemner
- Producteur délégué : Lorenzo Gangarossa
- Sociétés de production : Rai Cinema, Motorino Amaranto, Indiana Production, Manny Films
- Genre : drame
- Durée : 109 minutes (1 h 49)
- Dates de sortie :
  -  Italie : 3 décembre 2013 (Giornate professionali di cinema Sorrento)
  -  Italie : 9 janvier 2014
  -  France : 19 novembre 2014

## Distribution
Sauf indication contraire, les informations mentionnées dans cette section peuvent être confirmées par la base de données cinématographiques IMDb,  présente dans la section « Liens externes ».
- Fabrizio Bentivoglio (VF : Gabriel Le Doze) : Dino Ossola
- Valeria Bruni Tedeschi : Carla Bernaschi
- Matilde Gioli : Serena Ossola, la fille de Dino
- Guglielmo Pinelli : Massimiliano Bernaschi, le fils de Carla et Giovanni
- Fabrizio Gifuni (VF : Serge Faliu) : Giovanni Bernaschi, le mari de Carla, riche homme d'affaires
- Gigio Alberti (it) : Giampi
- Valeria Golino : Roberta Morelli, le seconde épouse de Dino
- Silvia Cohen : Adriana Crosetti
- Luigi Lo Cascio : le professeur Donato Russomanno, directeur artistique du théâtre
- Giovanni Anzaldo : Luca Ambrosini
- Vincent Nemeth : l'avocat Gérard Pierret
- Michael Sart: Jean Louis, l'assistant de Bernaschi
- Pia Engleberth : Madame Ester
- Isabelle Tanakil : Madame Pierret
- Bebo Storti (it) : l'inspecteur
- Federica Fracassi (it) : le critique de théâtre

 Source et légende : version française (VF) sur RS Doublage

## Critiques
Le film a suscité la polémique, car les gens du lieu de tournage (Brianza) reprochent au réalisateur d'avoir décrit un cadre erroné de la réalité des gens résidents.[réf. nécessaire]

## Distinctions

### Récompenses
- Festival du film de Tribeca 2014 : prix de la meilleure actrice pour Valeria Bruni Tedeschi
- Ciak d'oro 2014
  - Meilleur réalisateur (Paolo Virzì)
  - Meilleur scénario (Francesco Bruni, Francesco Piccolo et Paolo Virzì)
  - Meilleure actrice (Valeria Bruni Tedeschi)
  - Meilleur monteur (Cecilia Zanuso)
- David di Donatello 2014
  - Meilleur film
  - Meilleur scénario (Francesco Bruni, Francesco Piccolo et Paolo Virzì)
  - Meilleure actrice principale (Valeria Bruni Tedeschi)
  - Meilleur acteur dans un second rôle (Fabrizio Gifuni)
  - Meilleure actrice dans un second rôle (Valeria Golino)
  - Meilleur monteur (Cecilia Zanuso)
  - Meilleur ingénieur du son (Roberto Mozzarelli)
- Globe d'or 2014
  - Meilleur film
- Rubans d'argent 2014[2] :
  - Réalisateur du meilleur film italien (Paolo Virzì)
  - Meilleur scénario (Francesco Bruni, Francesco Piccolo et Paolo Virzì)
  - Meilleur acteur principal (Fabrizio Bentivoglio et Fabrizio Gifuni)
  - Meilleure prise de son (Roberto Mozzarelli)
  - Meilleur décor (Mauro Radaelli)
  - Meilleur montage (Cecilia Zanuso)
  - Prix Guglielmo Biraghi (Matilde Gioli)

### Nominations et sélections
- AFI Fest 2014 : sélection « World Cinema »
- Sélectionné pour représenter l'Italie aux Oscars[3]

### Source de la traduction
- (it) Cet article est partiellement ou en totalité issu de l’article de Wikipédia en italien intitulé « Il capitale umano » (voir la liste des auteurs).